# کامپو د لا کروز
کامپو د لا کروز (انگلیسی: Campo de la Cruz) نام شهری در کشور کلمبیا است.